# Koli (kulle)
Koli är en kulle i Finland. Den ligger i Lieksa i landskapet Norra Karelen, i den sydöstra delen av landet, 400 km nordost om huvudstaden Helsingfors. Toppen på Koli är 347 meter över havet.
Terrängen runt Koli är huvudsakligen platt, men den allra närmaste omgivningen är kuperad. Runt Koli är det glesbefolkat, med 8 invånare per kvadratkilometer. I omgivningarna runt Koli växer i huvudsak barrskog.
Runt Koli ligger Koli nationalpark.